# Nowosady (rejon baranowicki)
Nowosady (biał. Навасады, ros. Новосады) – wieś na Białorusi, w obwodzie brzeskim, w rejonie baranowickim, w sielsowiecie Małachowce.

## Geografia
Położona jest 10 km od centrum administracyjnego sielsowietu Małachowce (Mirny), 20 km od najbliższego miasta (Baranowicze), 178 km od centrum administracyjnego obwodu (Brześć), 153 km od Mińska.
W roku 2019 w miejscowości znajdowały się 23 gospodarstwa.

## Demografia
W roku 2019 miejscowość liczyła sobie 41 mieszkańców, w tym 23 w wieku produkcyjnym.